# 藻場

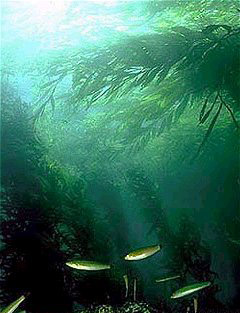
カリフォルニア近海の藻場

藻場（もば、英: Seaweed bed, Seaweed forest）とは、沿岸域（大陸棚）に形成された様々な海草・海藻の群落のことである。

## 種類

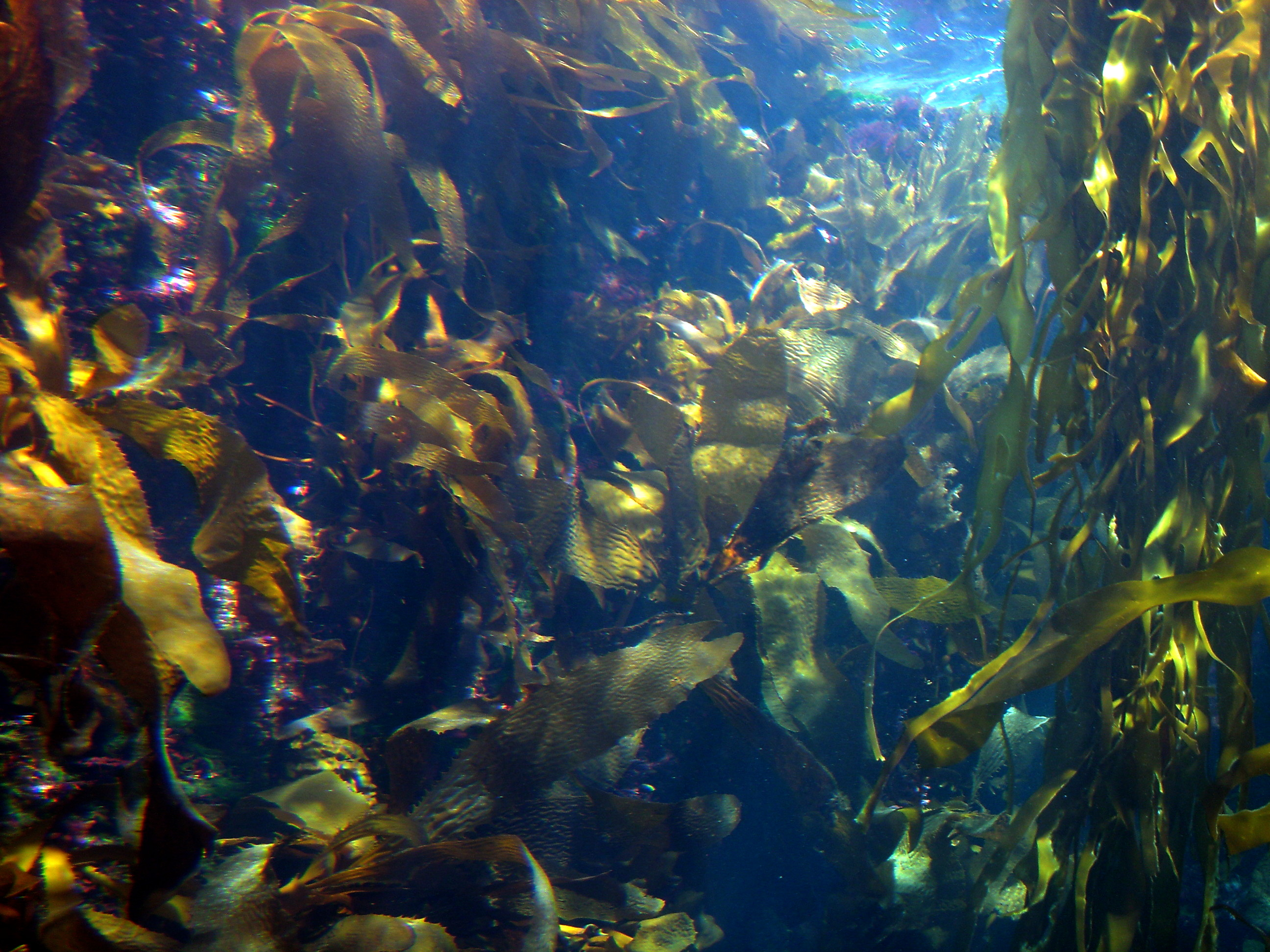
ジャイアントケルプの藻場（モントレーベイ水族館の展示）

海草の藻場
アマモ被子植物の海草類（sea grass）によって形成される。日本の藻場の総面積の約16%を占めている。
海藻の藻場
藻場を構成する主な海藻によって、ガラモ場（ホンダワラ類によってできる）、アラメ場、カジメ場、コンブ場、などと呼び名が変わる。

## 陸上植物群落との比較
藻場と陸上の森林を比較したとき、バイオマスは陸上の温帯林で最大値が約 200kg/m2、藻場は最大値で約 3kg/m2 と貧弱である（イネ科植物の草原でも最大値は約 5kg/m2 になる）。しかし、純生産量では陸上の温帯林が 3kg（乾重）/m2/年、熱帯で約 4kg（乾重）/m2/年となるのに対し、藻場は約 3-8.3kg（乾重）/m2/年 と、バイオマスに比べて圧倒的に純生産量が多い。
その理由としては、海藻の藻体中にクロロフィル a/cおよびフコキサンチンをはじめとするカロテノイド類が含まれており、海水を通過した太陽光線も十分に吸収できること、海藻は基本的に藻体全体が光合成組織であること、藻体が水流の撹乱により大きく揺れるために効率の良い受光と光合成が可能であること、などが挙げられる。

## 機能
藻場には、大陸棚の生態系を支える機能がある。藻場は魚類や甲殻類など海中の様々な生物に隠れ場所・産卵場所などを提供する。海藻・海草と、それに付着した微細な藻類は窒素やリンなどの栄養を吸収して光合成を行うので、水の浄化や海中に酸素を供給する役割も果たしている。光合成で作られた有機物は、流れ藻、寄り藻といった形で外洋や深海にも運ばれる。細菌や真菌などの微生物も海藻・海草に付着し、海中の有機物を分解して増殖するため、水の浄化に寄与している。
また、海草は地下茎や根で海底を安定させ、酸素を通すことで嫌気性細菌の働きを抑制し、土壌の悪化も防いでいる。
藻場を構成する藻類自体も、貝類を始めとする多様な生物の餌になるほか、付着する微細な藻類や微生物が小型甲殻類や巻貝の餌になり、それを捕食する魚類も集まってくるため生物多様性が高く、日本では古くから漁場として利用されてきた。漁場以外でも、アマモなどは沿岸における農業で、肥料として利用されたこともあった。

## 生息する微生物
藻場周辺には、以下のような微小な藻類・菌類・細菌類が生息している。

### 藻類・微細藻類
海藻類と同様にクロロフィルやカロテンなどの色素を含み、光合成をおこなう。藍藻類は窒素固定も行うことができる。

#### 藍藻類
- 浮遊性藍藻
  - ユレモ目 Oscillatoriales
    - トリコデスミウム Trichodesmium
- 付着性藍藻
  - ネンジュモ目 Nostocales
    - Calothrix
    - ヒゲモ Rivularia

  - スチゴネマ目 Stigonematales
    - Brachytrichia

#### 緑藻類
- 緑藻植物門
  - アオサ藻綱
    - ヒビミドロ目 Ulotrichales
      - ヒビミドロ Ulothrix
      - ヒトエグサ Monostroma
      - アオサ Ulva

    - シオグサ目 Cladophorales

#### ストラメノパイル
- 不等毛植物門
  - 珪藻綱
    - 浮遊性珪藻
      - 中心目 Centrales
        - Stephanopixis
        - Cyclotella
        - Coscinodiscus
        - リゾソレニア Rhizolenia
        - キートケロス Chaetoceros

    - 付着性珪藻
      - 中心型目
        - ミカドケイソウ Triceratium
        - イトマキケイソウ Biddulphia

      - 羽状目 Pennales
        - ニッチア Nitzschia
- 無色ストラメノパイル
  - 卵菌類
    - ツユカビ目 Peronosporales
      - フハイカビ Pythium

### 真菌類
- 水生不完全菌など

### 真正細菌
主にリグニンやセルロースを分解する。
- シュードモナス目 Pseudomonadales
- 有鞘細菌 Chlamydobacteriales
- ベギアトア目 Beggiatoales ：特に腐敗した藻類にみられる
- 粘液細菌目 Myxobacterales

## 減少の傾向と対策

### 藻場の減少
埋め立て・浚渫によって浅場が減り、海藻・海草の生育する場が失われたこと、富栄養化のため増殖した植物プランクトンや開発に伴う赤土の流入によって海水の透明度が低下し、光合成に必要な光量が得られないこと、また温暖化による海水温度の上昇や農薬・除草剤などの化学物質・有害物質の影響（水質汚染）、摂食生物（特にウニ類）の増加に伴う生態バランスの変化などが原因で、藻場は減少している。
摂食生物の増加が藻場減少の主な原因として挙げられることが多いが、付近に摂食生物が密生する藻類は生産量も増加する傾向がある。海水温の上昇が海藻・海草の生育を妨げるだけでなく、摂食生物の活動を助長する原因にもなっているなど、複数の原因によって藻場は減少している。
1978年から1998年の20年間で、日本全国の藻場は207615ヘクタールから142459ヘクタールに減少、約650平方キロメートル（約3割）が失われた。

### 対策

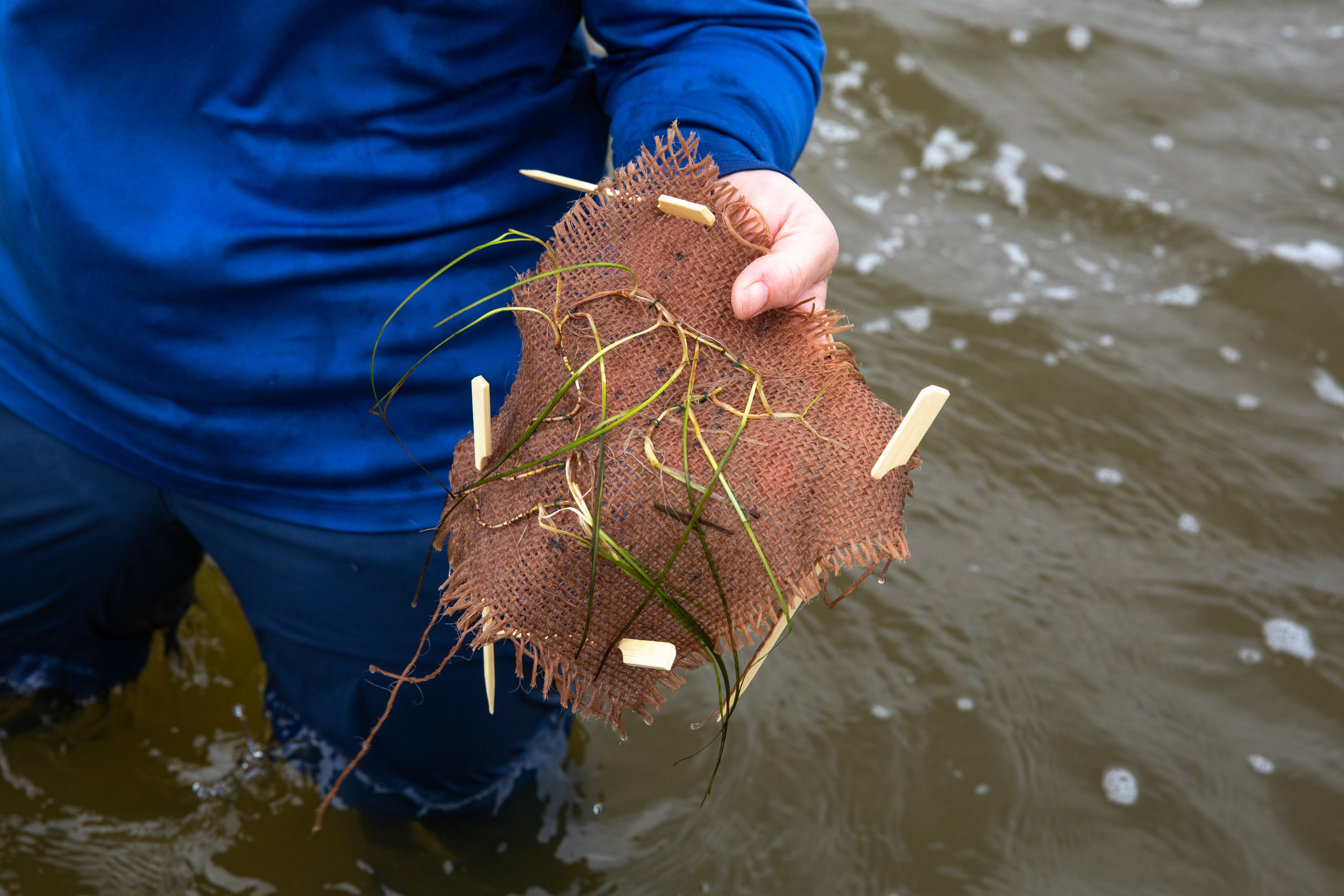
NASAケネディ宇宙センター周辺での人力による海草回復プロジェクトの苗

- ウニによる海藻群落（藻場）の食害による消失を防ぎ藻場の回復やウニの実入りの改善を図るためにウニ類の除去が行われる場合がある[3]。
- 海中への鉄炭団子の投入による鉄分の供給が行われることがある[4]。同様に微量の鉄分を含む製鉄スラグには磯焼けへの対策として効果があることが確認されている[5][6][7][8]。
- 人力やロボット（自律型無人潜水機）による海草の種と泥を混ぜた種団子などの植え付け[9][10]。

## Algaculture
Algacultureとは藻類の養殖により、医薬品の原料となる有用物質や微細藻燃料の製造を企図する。

## ブルーカーボン
2000年代以降、低緯度地域の藻場は二酸化炭素を大量に固定できる存在として、ブルーカーボンの視点から注目を浴びている。